# Mochtín
Mochtín är en ort i Tjeckien.   Den ligger i regionen Plzeň, i den västra delen av landet, 110 km sydväst om huvudstaden Prag. Mochtín ligger 448 meter över havet och antalet invånare är 949.
Terrängen runt Mochtín är platt norrut, men söderut är den kuperad.Runt Mochtín är det ganska glesbefolkat, med 27 invånare per kvadratkilometer. Närmaste större samhälle är Klatovy, 5,9 km nordväst om Mochtín. I omgivningarna runt Mochtín växer i huvudsak blandskog.